# ペタワワ
ペタワワ（英: Petawawa）は、カナダのオンタリオ州東部、オタワとアルゴンキン州立公園の中間に位置する。オタワ川に面しており、レンフルー郡最大の都市。

## 歴史
先住民であるアルゴンキン族が最も早くペタワワ周辺に入植しており、「ペタワワ」の地名もアルゴンキン族の言葉に由来する。
1613年、サミュエル・ド・シャンプランらを始めとしたヨーロッパ人探検家が貿易ルート開拓のためにこの地域を訪れている。このルートは林業と毛皮貿易に使われた。19世紀にはスコットランドやアイルランド、ドイツからの移民が移り住むようになる。この土地は穀物栽培には向いていない代わりに、豊富な森林資源に囲まれており、林業に適していた。
1905年にカナダ政府は公式にカナダ軍の駐屯地（ペタワワ軍事キャンプ）を開設した。現在はCFBペタワワ (CFB Petawawa) 、カナダ軍基地ペタワワ）として知られ、国内でも規模の大きい軍事基地のひとつ。
1934年にカナダ国内でもいち早くペプシコーラのフランチャイズ店ができた。
1865年にタウンシップ（小規模な町）に、1961年に村が組織され、1997年7月1日にタウンシップと村を合併し、町制として現在のペタワワとなった。

## 観光
アウトドアが盛んな場所であり、魚釣り、ハイキング、カヌー、カヤックなどが人気。

## 交通
- オンタリオ・ハイウェイ17号線 (Highway 17)
- ペンブルック空港 - 最寄りの空港は近くのペンブルックにある。